# Christian Albrecht (Theologe)

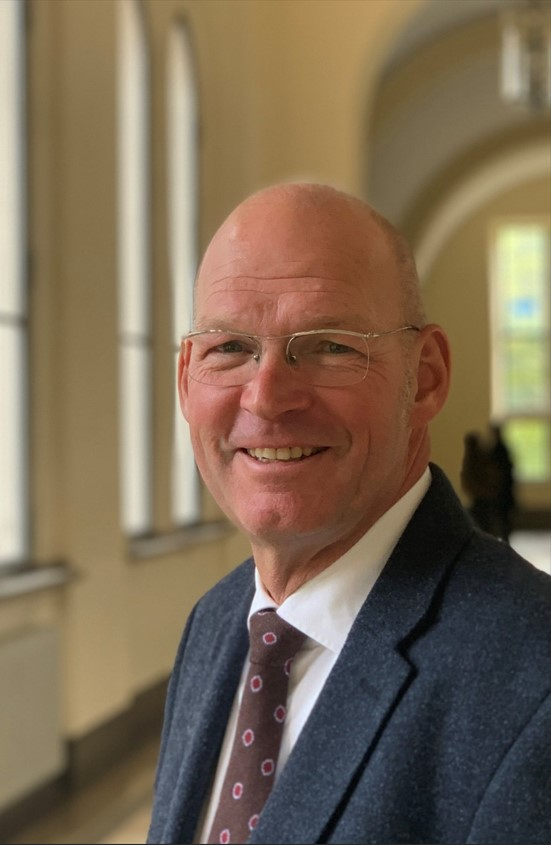
Christian Albrecht (2023)

Christian Albrecht (* 31. Dezember 1961 in Ahrensburg) ist ein deutscher evangelischer Theologe und Hochschullehrer.

## Leben
Er studierte von 1981 bis 1988 Evangelische Theologie, Philosophie und Kunstgeschichte in München, Heidelberg und Hamburg. Von 1989 bis 1992 war er Promotionsstipendiat der Friedrich-Ebert-Stiftung. Von 1992 bis 1994 war er Vikar am Dom zu Lübeck. Von 1994 bis 1995 war er Pfarrer i. E. an St. Petri zu Lübeck und Habilitationsstipendiat der DFG. Von 1995 bis 2001 war er wissenschaftlicher Assistent für Praktische Theologie in der Evangelisch-theologischen Fakultät der Universität Tübingen. Von 2001 bis 2008 lehrte er als Professor für Evangelische Theologie und Kulturgeschichte des Christentums in der Philosophischen Fakultät der Universität Erfurt. Seit 2008 ist er Professor für Praktische Theologie in der Evangelisch-theologischen Fakultät der LMU München.
Seine Forschungsschwerpunkte sind Prinzipienlehre, Homiletik, Poimenik, Liturgik, Diakonik, Kybernetik, Religions- und Gemeindepädagogik, Pastoraltheologie, Kunst- und Medientheorie.

## Schriften (Auswahl)
- Schleiermachers Theorie der Frömmigkeit. Ihr wissenschaftlicher Ort und ihr systematischer Gehalt in den Reden, in der Glaubenslehre und in der Dialektik. Berlin 1994, ISBN 3-11-014172-8.
- Historische Kulturwissenschaft neuzeitlicher Christentumspraxis. Klassische Protestantismustheorien in ihrer Bedeutung für das Selbstverständnis der Praktischen Theologie. Tübingen 2000, ISBN 3-16-147299-3.
- Bildung in der Praktischen Theologie. Tübingen 2003, ISBN 3-16-148098-8.
- Kasualtheorie. Geschichte, Bedeutung und Gestaltung gesamtkirchlicher Amtshandlungen. Mohr Siebeck, Tübingen 2006, ISBN 3-16-149011-8.
- (als Hrsg.) Kirche. UTB, Stuttgart 2011, ISBN 978-3-8252-3435-5.
- Enzyklopädische Probleme der praktischen Theologie. Mohr Siebeck, Tübingen 2011, ISBN 978-3-16-150789-2.
- Wozu ist die Diakonie fähig? Theologische Deutungen gegenwärtiger Herausforderungen. Mohr Siebeck, Tübingen 2016, ISBN 978-3-16-154904-5.
- (mit Reiner Anselm) Differenzierung und Integration : Fallstudien zu Präsenzen und Praktiken eines öffentlichen Protestantismus. Mohr Siebeck, Tübingen 2020, ISBN 978-3-16-159185-3.